# WGC Matchplay
Het WGC - Matchplay Kampioenschap is een golftoernooi van de World Golf Championships.

## Geschiedenis
Het toernooi begon in 1995 als een onofficieel matchplay toernooi, waaraan 32 spelers meededen. Het stond bekend als de Andersen Consulting World Championship of Golf.
Het toernooi werd opgericht in 1999 en werd sindsdien jaarlijks in de maand januari of februari gespeeld. Later werd het toernooi georganiseerd onder de naam WGC-Accenture Match Play Championship en werd anno 1999 gespeeld op de The Golf Club at Dove Mountain in de Amerikaanse stad Marana, Arizona. In 1999 was het toernooi een van de drie toernooien waarmee de World Golf Championships begon. Aan de start verschenen de 64 spelers, die aan de top van de wereldranglijst stonden. Zij werden  volgens een vast systeem volgens die rangorde ingedeeld. Het toernooi werd in single matchplay gespeeld. Per ronde moesten alle 18 holes worden gespeeld.
Vanaf 2015 is de sponsor Cadillac. De naam wijzigde in WGC-Cadillac Match Play Championship en het toernooi verschoof van januari of februari, naar het eerste weekend in mei. In 2015 werd het na 6 jaar in Marana, Arizona, gehouden op het TPC Harding Park in San Francisco, Californië, met gewijzigde spelregels. Van 2016 tot 2019 is het de bedoeling dat het toernooi op de Austin Country Club wordt gehouden, te Austin (Texas), in de laatste week van maart.

## Formule
Het verloop van het kampioenschap was als volgt (t/m 2014):
- 64 spelers spelen op woensdag de eerste ronde
- 32 spelers spelen op donderdag de tweede ronde
- 16 spelers spelen op vrijdag de derde ronde
- 8 spelers spelen op zaterdagochtend de kwartfinale, 's middags spelen de 4 overgebleven spelers.
- de twee winnaars van zaterdagmiddag moeten op zondag 36 holes spelen om uit te maken wie het toernooi wint. De twee verliezers van zaterdagmiddag spelen 18 holes om de derde en vierde plaats.

Het prijzengeld telt voor de Order of Merits van de Amerikaanse- en Europese PGA Tour en de Japan Golf Tour. Behalve geld krijgt de winnaar ook de Walter Hagen Cup.

## Winnaars
| Jaar                                            | Baan                                            | Stad                                            | Winnaar                                         | Finalist                                        | Score                                           | 1ste prijs ($)                                  | Totaal prijzengeld                              |
| WGC-Andersen Consulting Match Play Championship | WGC-Andersen Consulting Match Play Championship | WGC-Andersen Consulting Match Play Championship | WGC-Andersen Consulting Match Play Championship | WGC-Andersen Consulting Match Play Championship | WGC-Andersen Consulting Match Play Championship | WGC-Andersen Consulting Match Play Championship | WGC-Andersen Consulting Match Play Championship |
| ----------------------------------------------- | ----------------------------------------------- | ----------------------------------------------- | ----------------------------------------------- | ----------------------------------------------- | ----------------------------------------------- | ----------------------------------------------- | ----------------------------------------------- |
| 1999                                            | La Costa Resort & Spa                           | Carlsbad                                        | Jeff Maggert                                    | Andrew Magee                                    | 38 holes                                        | 1.000.000                                       | 5.000.000                                       |
| 2000                                            | La Costa Resort & Spa                           | Carlsbad                                        | Darren Clarke                                   | Tiger Woods                                     | 4 & 3                                           | 1.000.000                                       | 5.000.000                                       |
| WGC-Accenture Match Play Championship           |                                                 |                                                 |                                                 |                                                 |                                                 |                                                 |                                                 |
| 2001                                            | Metropolitan Golf Club                          | Victoria                                        | Steve Stricker                                  | Pierre Fulke                                    | 2 & 1                                           | 1.000.000                                       | 5.000.000                                       |
| 2002                                            | La Costa Resort & Spa                           | Carlsbad                                        | Kevin Sutherland                                | Scott McCarron                                  | 1 up                                            | 1.000.000                                       | 5.500.000                                       |
| 2003                                            | La Costa Resort & Spa                           | Carlsbad                                        | Tiger Woods                                     | David Toms                                      | 2 & 1                                           | 1.050.000                                       | 6.000.000                                       |
| 2004                                            | La Costa Resort & Spa                           | Carlsbad                                        | Tiger Woods                                     | Davis Love III                                  | 3 & 2                                           | 1.200.000                                       | 7.000.000                                       |
| 2005                                            | La Costa Resort & Spa                           | Carlsbad                                        | David Toms                                      | Chris DiMarco                                   | 6 & 5                                           | 1.300.000                                       | 7.500.000                                       |
| 2006                                            | La Costa Resort & Spa                           | Carlsbad                                        | Geoff Ogilvy                                    | Davis Love III                                  | 3 & 2                                           | 1.300.000                                       | 7.500.000                                       |
| 2007                                            | The Gallery Golf Club                           | Marana                                          | Henrik Stenson                                  | Geoff Ogilvy                                    | 2 & 1                                           | 1.350.000                                       | 8.000.000                                       |
| 2008                                            | The Gallery Golf Club                           | Marana                                          | Tiger Woods                                     | Stewart Cink                                    | 8 & 7                                           | 1.350.000                                       | 8.000.000                                       |
| 2009                                            | Ritz-Carlton Golf Club                          | Marana                                          | Geoff Ogilvy                                    | Paul Casey                                      | 4 & 3                                           | 1.400.000                                       | 8.500.000                                       |
| 2010                                            | Ritz-Carlton Golf Club                          | Marana                                          | Ian Poulter                                     | Paul Casey                                      | 1 up                                            | 1.400.000                                       | 8.500.000                                       |
| 2011                                            | Ritz-Carlton Golf Club                          | Marana                                          | Luke Donald                                     | Martin Kaymer                                   | 3 & 2                                           | 1.400.000                                       | 8.500.000                                       |
| 2012                                            | Ritz-Carlton Golf Club                          | Marana                                          | Hunter Mahan                                    | Rory McIlroy                                    | 2 & 1                                           | 1.400.000                                       | 8.500.000                                       |
| 2013                                            | The Golf Club at Dove Mountain                  | Marana                                          | Matt Kuchar                                     | Hunter Mahan                                    | 2 & 1                                           | 1.500.000                                       | 8.750.000                                       |
| 2014                                            | The Golf Club at Dove Mountain                  | Marana                                          | Jason Day                                       | Victor Dubuisson                                | 23 holes                                        | 1.600.000                                       | 9.000.000                                       |
| 2015                                            | TPC Harding Park                                | San Francisco                                   | Rory McIlroy                                    | Gary Woodland                                   | 4&2                                             | 1.600.000                                       | 9.000.000                                       |

| Toernooirecord |